# 마쓰도노 모토후사
마쓰도노 모토후사(일본어: 松殿基房, 덴요 원년(1144년)/규안 원년(1145년) ~ 간기 2년 음력 12월 28일(1231년 2월 1일))는 헤이안 시대 말기부터 가마쿠라 시대 전기의 공경이다. 정식이름은 후지와라노 모토후사(藤原基房). 마쓰도노가(松殿家)의 시조. 종1위·섭정·관백·태정대신. 통칭은 마쓰도노 관백(松殿関白). 후지와라노 다다미치의 오남이다.
| 전임 고노에 모토자네 | 후지와라 씨장자 (헤이안 시대) 1166년 ~ 1179년 | 후임 고노에 모토미치 |

| 전임 (후지와라노 다다미치) | 제1대 마쓰도노 가문 당주 | 후임 마쓰도노 모로이에 |

| 전임 고노에 모토자네 | 제15대 섭정 (인신섭정, 헤이안 시대) 1166년 ~ 1172년 | 후임 공백(고노에 모토미치) |

| 전임 공백(고노에 모토자네) | 제21대 관백 (헤이안 시대) 1173년 ~ 1179년 | 후임 고노에 모토미치 |

| 전임 후지와라노 다다마사 | 제25대 태정대신 (인신태정대신, 헤이안 시대) 1171년 | 후임 공백(후지와라노 모로나가) |